# باول فؤاد ثابت
باول فؤاد ثابت هو كاهن كاثوليكي ودبلوماسي لبناني، ولد في 28 نوفمبر 1929، وتوفي في 20 يوليو 2009.